# Szmuel Cwi Hirsz Danziger
Szmuel Cwi Hirsz Danziger (ur. 1856, zm. 9 października 1923 w Aleksandrowie Łódzkim) – rabin, trzeci cadyk chasydzkiej dynastii Aleksander.
Był synem Jechiela Danzigera i wnukiem Szragi Fajwla Danzigera z Grójca, założyciela dynastii. Po śmierci swego brata Jerachmiela Izraela Izaaka w 1910 roku został cadykiem w Aleksandrowie Łódzkim. Był współautorem (wraz z braćmi Jerachmielem Izraelem Izaakiem i Becalelem Jairem z Łodzi) dzieła Jismach Israel (hebr. Raduj się Izraelu), opublikowanego w 1911 roku oraz autorem dzieła Tiferes Szmuel (hebr. Chwała Szmuela).
Jest pochowany na cmentarzu żydowskim w Aleksandrowie Łódzkim. Jego następcą został syn Izaak Menachem Mendel Danziger.